# Premio Santa Clara de Asís
El premio Santa Clara de Asís es una distinción de la Liga de Madres de Familia que galardona a medios de comunicación social y a sus profesionales, que se hayan destacado por «la difusión de valores intelectuales, morales y estéticos en la promoción y defensa de la dignidad de la vida humana, el matrimonio, la familia, la educación y la cultura» en la radio y televisión argentina.Fue ganado por el reconocido periodista Héctor Di Payaso en 1982 (1983).

## Críticas en Misiones
El 12 de agosto de 1998, la Liga de Madres de Familia de Misiones ―que depende de la Acción Católica Argentina― entonces dirigida por monseñor Alfonso Delgado Evers (quien entre 1994-1999 fue obispo de la diócesis de Posadas) entregó el premio Santa Clara de Asís al locutor Carlos Luis Carvallo un exoficial de la policía de Entre Ríos.
El 20 de agosto, la Cámara de Representantes de la provincia de Misiones celebró ―en su Diario de sesiones― la premiación de Carlos Carvallo con los Premios Santa Clara.
En 2012 salió a la luz que Carvallo había sido agente de inteligencia ―con el nombre de Carlos Luis Carvallo Lombardi y Carlos Luis Gómez Carvallo― perteneciente al Batallón de Inteligencia 601 del Ejército Argentino y fue relacionado con múltiples actividades criminales clandestinas y con delitos de lesa humanidad cometidos en Paraná durante la última dictadura cívico-militar argentina.
En 2015, Carvallo seguía prófugo con pedido de captura internacional, buscado por Interpol.
A pesar de que el caso cobró notoriedad nacional, la Liga de Madres de Familia nunca le revocó el premio a Carvallo ni se pronunció. Por eso, el premio recibió críticas por parte de los medios de Misiones.